# Bostrychia olivacea
Íbis-olivácea ou íbis-oliváceo (Bostrychia olivacea) é uma espécie de ave da família Threskiornithidae.
Pode ser encontrada nos seguintes países: Camarões, República do Congo, República Democrática do Congo, Costa do Marfim, Gabão, Gana, Quénia, Libéria, São Tomé e Príncipe, Serra Leoa e Tanzânia.